# Coranarta cordigera
Coranarta cordigera is een vlinder uit de familie uilen (Noctuidae). De wetenschappelijke naam is voor het eerst geldig gepubliceerd in 1788 door Thunberg.
De soort komt voor in Europa.